# Trompa de Ribagorça
La Trompa de Ribagorça (en aragonès: Trompa de Ribagorza) és un instrument de vent, de doble llengüeta, recuperat per Mariano Pascual basant-se en instruments conservats a Graus, similars als utilitzats en el segle xix pels gaiters de Caserres del Castell i altres llocs de la Baixa Ribagorça Oriental.